# Вильгельмина Прусская (1774—1837)
Фридерика Луиза Вильгельмина Прусская (нем. Friederike Luise Wilhelmine Prinzessin von Preußen; 18 ноября 1774[…], Потсдам — 12 октября 1837[…], Гаага) — прусская принцесса и королева Нидерландов.

## Жизнь
Вильгельмина — дочь короля Пруссии Фридриха Вильгельма II и его супруги Фридерики Луизы Гессен-Дармштадтской. Вышла замуж за своего кузена Виллема, короля Нидерландов. Перед отъездом в Нидерланды заказала художнику Иоганну Эрдману Хуммелю картину «Партия в шахматы во дворце Восс в Берлине», на которой изображены её берлинские друзья, анализирующие шахматную позицию на заседании Schadows Schachklub.

## Дети
| Имя                           | Рождение        | Смерть          | Примечания                                                                               |
| ----------------------------- | --------------- | --------------- | ---------------------------------------------------------------------------------------- |
| Виллем II, король Нидерландов | 6 декабря 1792  | 17 марта 1849   | в 1816 году женился на Анне Павловне Романовой; оставил потомство                        |
| мертворождённый сын           | 18 августа 1795 | 18 августа 1795 |                                                                                          |
| Фридрих                       | 28 февраля 1797 | 8 сентября 1881 | в 1825 году женился на Луизе Прусской; оставил потомство                                 |
| Паулина                       | 1 марта 1800    | 22 декабря 1806 |                                                                                          |
| мертворождённый сын           | 30 августа 1806 | 30 августа 1806 |                                                                                          |
| Марианна                      | 9 мая 1810      | 29 мая 1883     | в 1830 году вышла замуж за Альбрехта Прусского, брата Луизы Прусской; оставила потомство |